# Mogens Lykketoft
Mogens Lykketoft (Pronunciación danesa: [ˈmɔʊ̯əns ˈløɡ̊əˌtˢʌfd̥]; nacido el 9 de enero de 1946) es un político danés y figura principal del Partido socialdemócrata de Dinamarca.
En diciembre de 2002 sucedió a Poul Nyrup Rasmussen como presidente del partido socialdemócrata (Socialdemokraterne). Después de perder las elecciones parlamentarias de Dinamarca del 2005, renunció como dirigente de su partido. En los gabinetes de Poul Nyrup Rasmussen yo, II, III y IV , el cual gobernó de 1993 hasta 2001,  mantuvo cargos como Ministro de Finanzas y Ministro de relaciones exteriores. Durante el gabinete de Helle Thorning-Schmidt de 2011 a 2015 fue vocero del Folketing (Parlamento danés).
En junio de 2015 fue elegido de manera unánime como Presidente de la Asamblea General de las Naciones Unidas que preside el 70.ª periodo de sesiones de la Asamblea General comenzando el 15 de septiembre de 2015, siendo sucedido por el fiyiano Peter Thomson el 13 de septiembre de 2016.

## Vida privada
Nació fuera de matrimonio y dado a adopción. Fue adoptado dos veces, desde su primer padre adoptivo fallecido cuando tenía apenas unos meses de edad. Fue adoptado por segunda vez por el tendero Axel Lykketoft y Martha Lykketoft. Fue el único de la familia y tuvo, según él, una niñez segura y sana.
Lykketoft se matriculó en Matemáticas en el Gimnasio Frederiksberg, una escuela secundaria, en 1964 y fue a estudiar en la Universidad de Copenhague. En 1971 fue Candidato político (grado de Maestría en Economía por la Universidad de Copenhague).
Se casó por primera vez en 1967 con la bibliotecaria Aase Toft. La familia vivió en Albertslund y era vecino al lado de su buen amigo Poul Nyrup Rasmussen y su familia. En enero de 1979 Aase Lykketoft falleció de un hemorragia intracraneal. Tiene dos hijos de su primer matrimonio, Maja, nacida en 1969, y Kit, nacida en 1972. También tiene cinco nietos.
Dos años después de que su primera esposa falleciera se casó por segunda vez, esta vez con Helle Mollerup, exesposa de Poul Nyrup.
En 1986 se divorció de Helle Mollerup y más tarde se casó con la MP Jytte Hilden. De 1993 a 1997 fueron ambos ministros en los Gabinetes de Poul Nyrup Rasmussen (I, II, III). Se divorciaron en 2004. Desde 2005, Lykketoft ha estado casado a con la autora Mette Holm. Han escrito tres libros juntos.

## Carrera política
En la Universidad de Copenhague, Lykketoft fue miembro del Foro Frit, organización estudiantil socialdemócrata. Desde 1965 a 1970 fue parte del comité de administración y fue su presidente nacional para el semestre 1968/69.
De 1975 a 1981 fue jefe del departamento en "El Consejo Económico del Movimiento Laboral", un cuerpo ideológico danés formado dirigentes sindicales y parlamentarios socialdemócratas.  A trabajado en el grupo desde 1966.
El 20 de enero de 1981, el primer ministro Anker Jørgensen le eligió para ser Ministro de Impuestos. Fue ministro menos de 20 meses antes de que el gobierno socialdemócrata dimitiese.
En las elecciones generales de 1981 logró el cargo de parlamentario para el distrito electoral de Copenhague. Ha sido miembro del Folketing (parlamento danés) desde entonces, siendo reelegido once veces. Desde 2007 es el mayor representante del distrito de Copenhague.

En 1987, trató sin éxito, de ser hacedor de reyes en la elección de un nuevo dirigente de los socialdemócratas daneses. El intento le puso en contra ante el nuevo líder Svend Auken. Cinco años después, obtuvo mejor éxito cuándo su nuevo candidato, Poul Nyrup Rasmussen, desafió y venció a Auken en un congreso extraordinario de los socialdemócratas.
Después de la dimisión del gobierno liberal-conservador en enero de 1993 Lykketoft fue Ministro de Finanzas en los gabinetes de Poul Nyrup Rasmussen (I, II, III, IV). Es el que ocupó el cargo por más tiempo de la historia danesa moderna. Fue Ministro de relaciones exteriores en diciembre de 2000 y continuó como tal hasta que el gobierno perdiera las elecciones generales del 2001.
Después de que Poul Nyrup renunciara, Lykketoft fue elegido presidente de los socioldemócratas, cargo que mantuvo haste que fracasó en intentar derribar el gobierno conservador-liberal de Anders Fogh Rasmussen en las elecciones generales del 2005. De 2005 a 2011 fue el vocero de política exterior para el grupo parlamentario de su partido.
En octubre de 2009 pasó a ser miembro del "Præsidium del Folketing" (liderazgo unificado del parlamento danés). Y después de la victoria del Partido social liberal en la elecciones generales del 2011 se convirtió en el presidente del Parlamento de Dinamarca.
Como presidente o vocero del Folketing ha realizado visitas oficiales a Turquía (2014), Islandia (2014), Eslovaquia (2013), Grecia (2013), Bundestag en Berlín (2013) y el Congreso de los Estados Unidos en Washington D.C (2012). También ha realizado visitas laborales en México (2014), Palestina (2014), Mongolia (2013), Birmania, (2013), Albania (2012), Bulgaria (2012), Vietnam (2012) e Indonesia (2012).
En 2013, fue nominado al puesto de presidente de las Asamblea General de las Naciones Unidas por el gobierno danés. Fue el único candidato oficial para el grupo WEOG. Cuándo fue elegido no renunció como parlamentario danés, sino más bien tomar un permiso de ausencia para regresar al Folketing después de que su nombramiento de la ONU haya acabado. Se postuló para un cargo en la elecciones generales del 2015.

## Visita a Israel/Palestina
Durante su visita a Palestina en febrero de 2014, al mismo tiempo conoció oficiales israelíes, esto hizo que el vocero de la Knéset Yuli Edelstein, expresara remordimiento ante el hecho que Lykketoft a diferencia de otros dirigentes mundiales no decidieron incluir a Israel en sus visitas a la región. Edelstein pronto dijo: "no entiendo cómo una visita a Gaza, el cual está controlado por Hamás, está de acuerdo a los valores democráticos de Dinamarca."
Lykketoft dijo que fue entusiasta al oír ambos bandos en el conflicto y había intentado planificar una reunión con el vecero del Knésest. Pero afirmó que no pudo reunirse con Edelstein durante su visita. Durante una entrevista, Lykketoft declaró: "hubo una reacción israelí del portavoz del ministerio extranjero que era descortés hacer diplomacia en Palestina sin tener un acuerdo con el bando israelí."
En diciembre de 2014 se le preguntó su opinión sobre el reconocimiento sueco de un estado palestino independiente. Él respondió:"Pienso que el movimiento de las Eurocámaras y del gobierno de Suecia para reconocer el Estado de Palestina es una reacción a la observación que el actual gobierno israelí no tiene ninguna intención para contribuir a formar un estado palestino soberano, mientras que esto se expresa por la gran mayoría de los estados miembros de las Naciones Unidas a través de numerosas resoluciones.."

## Publicaciones
- Editor de "Magtspil og Sikkerhed" (Juego de Poder y Seguridad), 1968
- Editor de "Kravet om lighed" (La Demanda para Igualdad), 1973
- Autor de "Skattereform '78?" (Reforma de impuesto '78?), 1978
- Co-Autor de "Anno 2001 – en socialdemokratisk ficción de ciencia" (Anno 2001 – Ficción de Ciencia Democrática Social), 1986
- Autor de "Sans og samling – en socialdemokratisk krønike" (Sentido y Cohesión – Una crónica socialdemócrata), 1994
- Autor de "Den danske modelo – en europæisk succeshistorie" (El Modelo danés @– una historia de éxito europea), 2006
- Con Mette Holm
  - "Kina drager" (China allures), 2006
  - "Kina – Kapitalisme med særlige kinesiske kendetegn" (China – Capitalismo la manera china), 2008
  - "Birmania Myanmar", 2012